# Remmius vulpinus
Remmius vulpinus là một loài nhện trong họ Sparassidae.
Loài này thuộc chi Remmius. Remmius vulpinus được Eugène Simon miêu tả năm 1897.